# Schwebenried

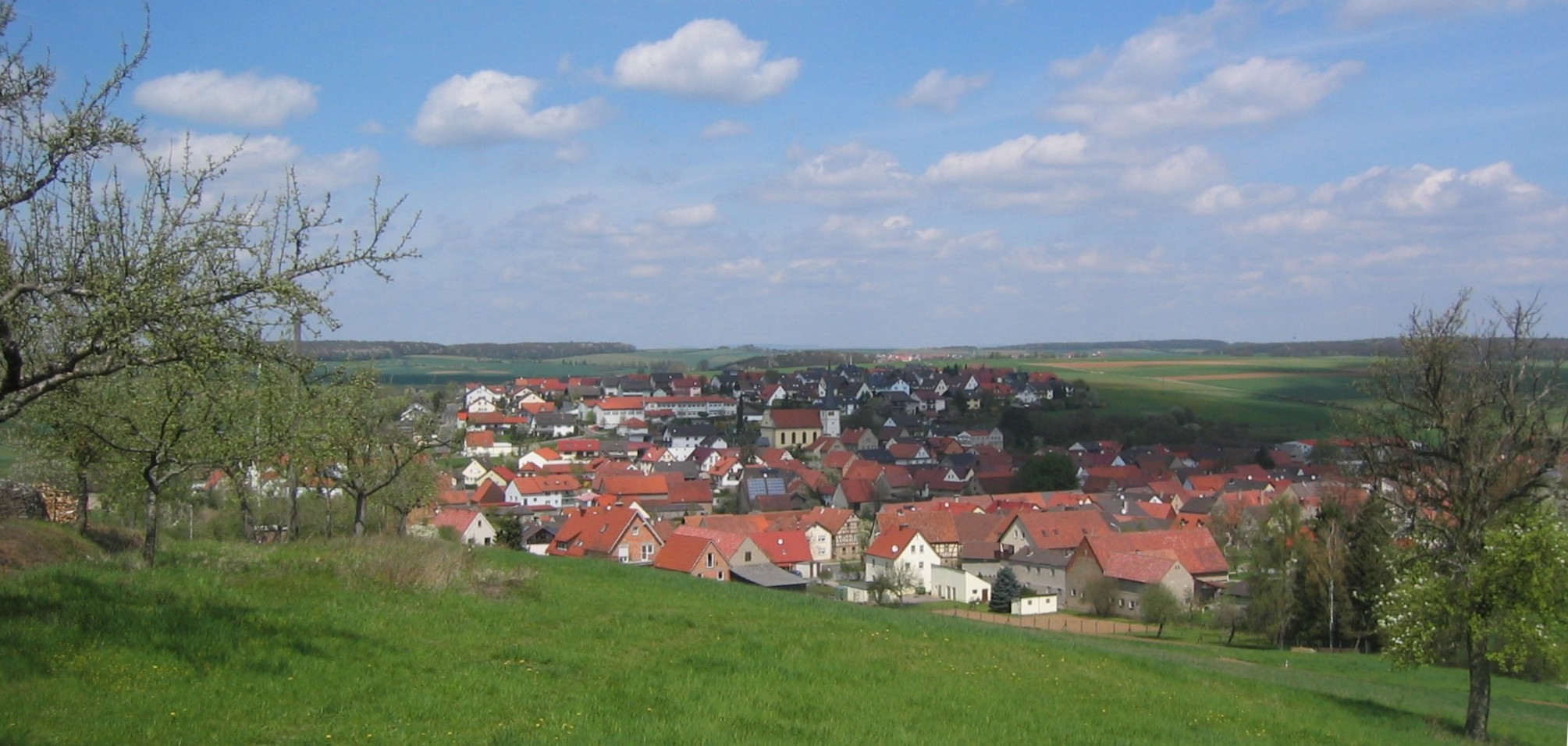
Schwebenried aus südlicher Richtung

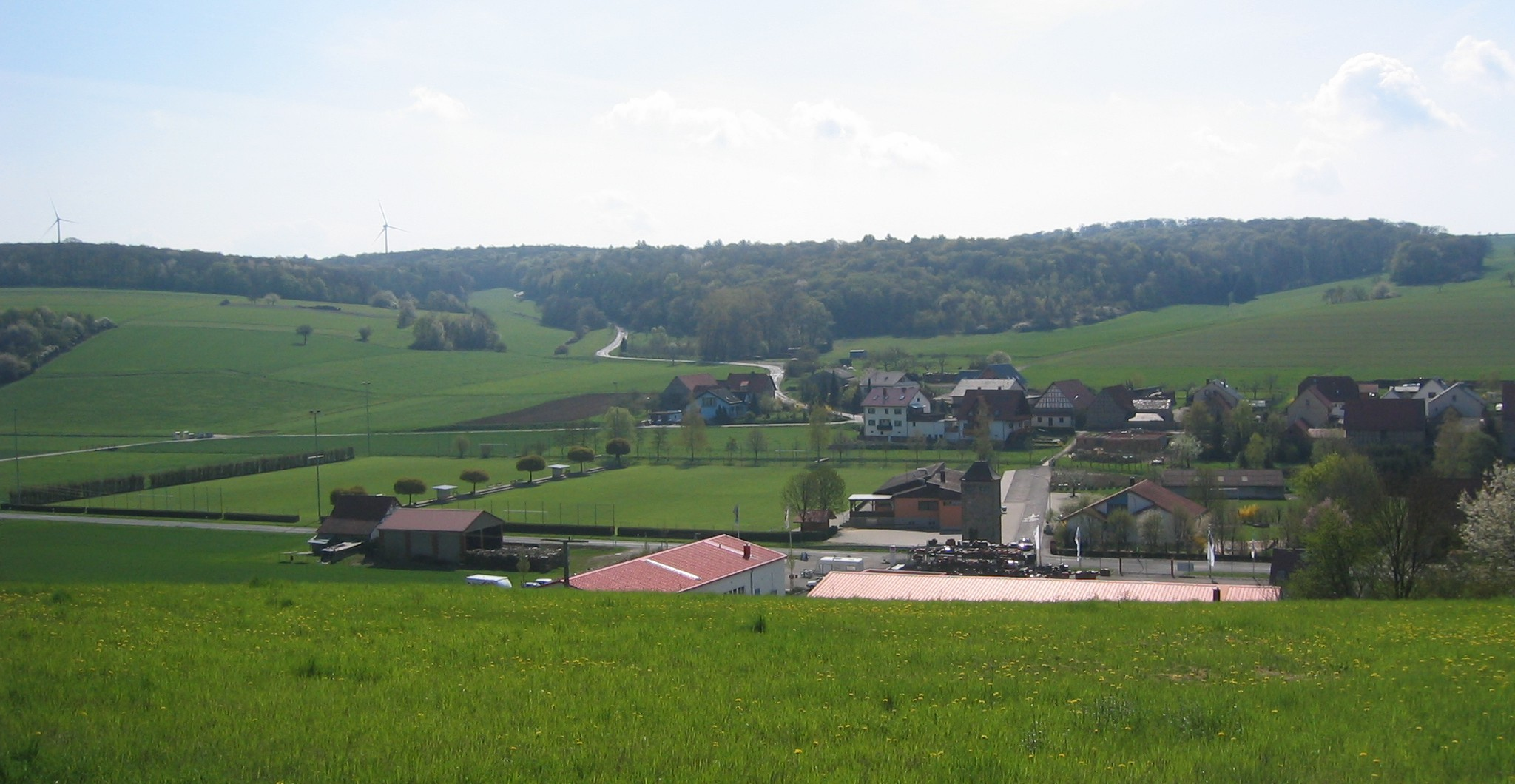
Schwebenried aus nordwestlicher Richtung

Schwebenried ist ein Gemeindeteil der Stadt Arnstein im unterfränkischen Landkreis Main-Spessart in Bayern.

## Geographie
Das Pfarrdorf Schwebenried liegt auf einer Höhe von 245 m ü. NN.
Die Gemarkung Schwebenried grenzt an die Nachbargemarkungen Burghausen, Kaisten, Vasbühl, Schraudenbach, Arnstein, Büchold, Altbessingen.

## Geschichte
Am 1. Mai 1978 wurde die bis dahin selbständige Gemeinde in die Stadt Arnstein eingegliedert.

## Wirtschaft und Infrastruktur

### Verkehr
Die Staatsstraßen 2277 und 2433 und die Kreisstraße MSP 1 führen durch Schwebenried.

### Einrichtungen
- Pfarrkirche St. Michael
- Kindergarten St. Michael

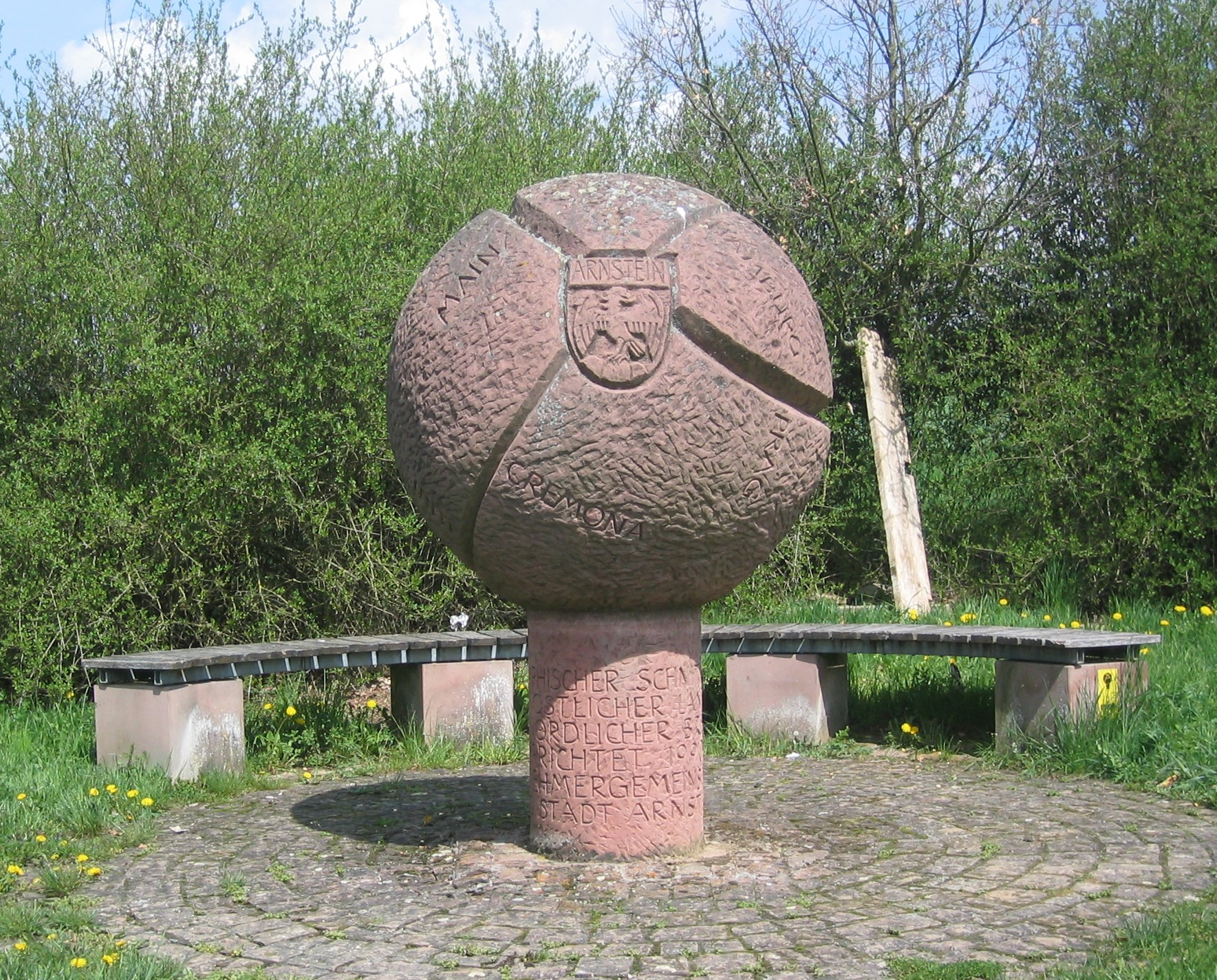
Schnittpunktdenkmal Gemarkung Schwebenried – 50° 00′ n. Br., 10° 00′ ö. L

- Volksschule Arnstein-Schwebenried (Quelle: Festschrift zur Einweihung der Grundschule Schwebenried 1993 (Um- und Anbau))
  - 1651: Erstmalige Erwähnung einer „Behausung, das Schulhaus genannt“ in einem Schätzungsbuch. Auch wird erwähnt, dass das Schulhaus durch den Krieg sehr gelitten habe und lässt darauf schließen, dass Schwebenried bereits vor dem Krieg um 1618 ein Schulhaus hatte.
  - 1783: Bau des Schulhauses mit einem Schulzimmer, einem Gemeinde- und einem Gerichtszimmer.
  - 1857: Schulneubau und Parallelbetrieb der alten und der neuen Schule.
  - 1886: Bau eines neuen Lehrsaales. Die Vereinigung beider Schulen zu einer blieb undurchgeführt und es waren weiterhin zwei Lehrer in Schwebenried tätig.
  - In den folgenden Jahren bis 1938 gab es keine großen Veränderungen im Schulbetrieb. Aus den Aufzeichnungen der Lehrer ist zu ersehen, dass es in der Regel zwei Klassen gab.
  - 1946: Einrichtung einer dritten Schulstelle. Als Klassenzimmer diente das Ratszimmer über dem großen Schulsaal.
  - 1. August 1964: Gründung der Verbandschule Schwebenried-Altbessingen.
  - 4. Dezember 1965: Schuleinweihung und Umzug in die neue Schule
  - Ab 1. August 1969 führt die Volksschule den Namen Volksschule (Verbandsschule) Schwebenried und umfasst die Schulorte Altbessingen, Büchold, Kaisten und Schwebenried.
  - Am 1. August 1970 wird Schwebenried Grundschule für Altbessingen, Büchold, Kaisten und Schwebenried.
  - 1. August 1973: Eingliederung der Orte Burghausen, Neubessingen und Wülfershausen in den Schulverband.
  - Nach der Gebiets- und Gemeindereform wurde der Name der Schule in Volksschule Arnstein-Schwebenried, Verbandsschule-(Grundschule) umbenannt.
  - 1984: Fertigstellung der Freisportanlage und des Pausenhofes.
  - 1991–1993: Um- und Anbau der Schule inklusive neuer Turnhalle, Außensportanlage und Pausenhof.

## Persönlichkeiten
- Philipp Hettrich (1900–1973), Landwirt, Politiker, Bürgermeister und MdL